# Jednoosobowa spółka Skarbu Państwa
Jednoosobowa spółka Skarbu Państwa – spółka utworzona w wyniku komercjalizacji przedsiębiorstwa państwowego, której do 2016 r. włącznie dokonywał Minister Skarbu Państwa na wniosek organu założycielskiego, dyrektora przedsiębiorstwa państwowego, rady pracowniczej lub z własnej inicjatywy.
Majątek przedsiębiorstwa państwowego staje się majątkiem spółki, przy czym suma kapitału akcyjnego i zapasowego spółki jest równa funduszom własnym przedsiębiorstwa państwowego. Pracownicy komercjalizowanego przedsiębiorstwa stają się na mocy prawa pracownikami spółki. Pracownikom przekształconego w spółkę akcyjną przedsiębiorstwa przysługuje prawo do nieodpłatnego nabycia 15% akcji należących do Skarbu Państwa. Ten sam przywilej przysługuje dostawcom surowców do przedsiębiorstwa.
Znaczna liczba odziedziczonych po PRL spółek skarbu państwa jest krytykowana jako nierentowne i sprzyjające nepotyzmowi oraz wyłudzaniu publicznych pieniędzy.
W 2012 roku istniały 223 spółki, w których prawa z akcji lub udziałów wykonywał Minister Skarbu Państwa.